# Telespiza ultima
Telespiza ultima là một trong hai loài chim đặc hữu đảo Nihoa tại quần đảo Hawaii, loài còn lại là Acrocephalus familiaris. Quần thể trên đảo gồm 1000–3000 cá thể. Nó rất giống với loài họ hàng gần Telespiza cantans, nhưng nhỏ và ít tối màu hơn. Chế độ ăn của nó gồm trứng chim biển, động vật chân khớp nhỏ, hạt và hoa của một vài loài cây bản địa. 